# Власники українських футбольних клубів
У статті подано власників провідних футбольних клубів України станом на сезон 2012—13.

## Інформація
Футбол в Україні є однією з галузей бізнесу, що розвиваються найдинамічніше. Поки що футбол є збитковою галуззю. Тоді як прибуток багатьох європейських грандів становить мільйони доларів, господарі вітчизняних клубів розщедрюються на чималі суми, заздалегідь знаючи, що опиняться в мінусі.
Більшість українських клубів спонсоруються власниками підприємств двох галузей: гірничо-металургійної («Шахтар», «Металург» Д, «Металург» З, «Іллічівець», «Ворскла», «Дніпро») і банківської («Динамо», «Дніпро», «Ворскла», «Чорноморець», «Металіст»). Для обох груп клубів, головна загроза полягає в можливих змінах власників на основних підприємствах-спонсорах.
Бюджети більшості українських клубів невідомі.

## Власники українських футбольних клубів

### Прем'єр-ліга
Сезон 2014/15:
| Команда       | Власник             | Титульний спонсор             |
| ------------- | ------------------- | ----------------------------- |
| «Волинь»      | Ігор Палиця         | —                             |
| «Ворскла»     | Костянтин Жеваго    | «Ferrexpo»                    |
| «Говерла»     | Нестор Шуфрич       | —                             |
| «Динамо»      | Ігор Суркіс         | —                             |
| «Дніпро»      | Ігор Коломойський   | «Біола»                       |
| «Зоря»        | Євгеній Гєллєр      | «Holsten»                     |
| «Іллічівець»  | Володимир Бойко     | —                             |
| «Карпати»     | Петро Димінський    | «Лімо»                        |
| «Металіст»    | Сергій Курченко     | «ВЄТЕК»                       |
| «Металург» Д  | Сергій Тарута       | «Індустріальний союз Донбасу» |
| «Металург» З  | Олександр Богуслаєв | —                             |
| «Олімпік»     | Владислав Гельзін   | «Альтком»                     |
| «Чорноморець» | Леонід Клімов       | «Euphoria Trading FZE»        |
| «Шахтар»      | Рінат Ахметов       | «Систем кепітал менеджмент»   |

Блакитним позначено клуби, які пов'язують з Ігорем Коломойським, або які належать бізнес-партнерам Коломойського.
Найбагатші українські футбольні клуби офіційно належать фірмам з офшорних зон (Кіпр, Панама, Віргінські острови, Багамські острови).

### Перша ліга
Сезон 2012/13:
| Команда             | Президент              | Спонсори                          |
| ------------------- | ---------------------- | --------------------------------- |
| «Арсенал»           | Юрій Горобець          | ТзОВ «Меблева фабрика „Укрюг“»    |
| «Буковина»          | Василь Орлецький       |                                   |
| «Геліос»            | Олександр Гельштейн    | «Геліос-феєрверк»                 |
| «Динамо-2»          | Ігор Суркіс            | «ПриватБанк»                      |
| «Зірка»             | Максим Березкін        | ВАТ «Креатив Груп»                |
| «Кримтеплиця»       | Олександр Васильєв     | ВАТ «Кримтеплиця»                 |
| МФК «Миколаїв»      | Анатолій Валєєв        | «Телець-Капітал»                  |
| «Нафтовик-Укрнафта» | Андрій Полунін         | «Укрнафта»                        |
| «Нива»              | Олег Караванський      | «O.L.KAR. Фарм-сервіс»            |
| «Оболонь»           | Олександр Слободян     | ЗАТ «Оболонь»                     |
| ФК «Одеса»          | Андрій Продаєвич       | «НАСТ-ДЕЛЬТА»                     |
| ПФК «Олександрія»   | Микола Лавренко        | «VS Energy International Ukraine» |
| «Олімпік»           | Владислав Гельзін      | «Альтком»                         |
| ФК «Полтава»        | Леонід Соболєв         | ТОВ «Сучасний дім»                |
| ФК «Севастополь»    | Олександр Красільніков | «Смарт-холдінг»                   |
| «Сталь»             | Володимир Полубатко    |                                   |
| ПФК «Суми»          | Костянтин Григоришин   | «Медінтрейд», «Київміськбуд»      |
| «Титан»             | Валерій Калмиков       | ЗАТ «Кримський Титан»             |